# Perry County (Tennessee)
Perry County ist ein County im Bundesstaat Tennessee der Vereinigten Staaten. Das U.S. Census Bureau hat bei der Volkszählung 2020 eine Einwohnerzahl von 8.366 ermittelt. Der Verwaltungssitz (County Seat) ist Linden.

## Geographie
Das County liegt im mittleren Westen von Tennessee und hat eine Fläche von 1095 Quadratkilometern, wovon 21 Quadratkilometer Wasserfläche sind. Es grenzt im Uhrzeigersinn an folgende Countys: Humphreys County, Hickman County, Lewis County, Wayne County, Decatur County und Benton County.

### Städte
- Linden – Town
- Lobelville – City

### Andere Ortschaften
- Beardstown
- Bethel
- Blue Sky
- Bunker Hill
- Chestnut Grove
- Crooked Creek
- DePriest Bend
- Flat Woods
- Horner
- Howard
- Pine View
- Pope
- Spring Creek
- Sugar Hill

## Geschichte
Perry County wurde am 14. November 1818 aus Teilen des Hickman County gebildet. Benannt wurde es nach Oliver Hazard Perry, einem US-amerikanischen Marineoffizier im Britisch-Amerikanischen Krieg.

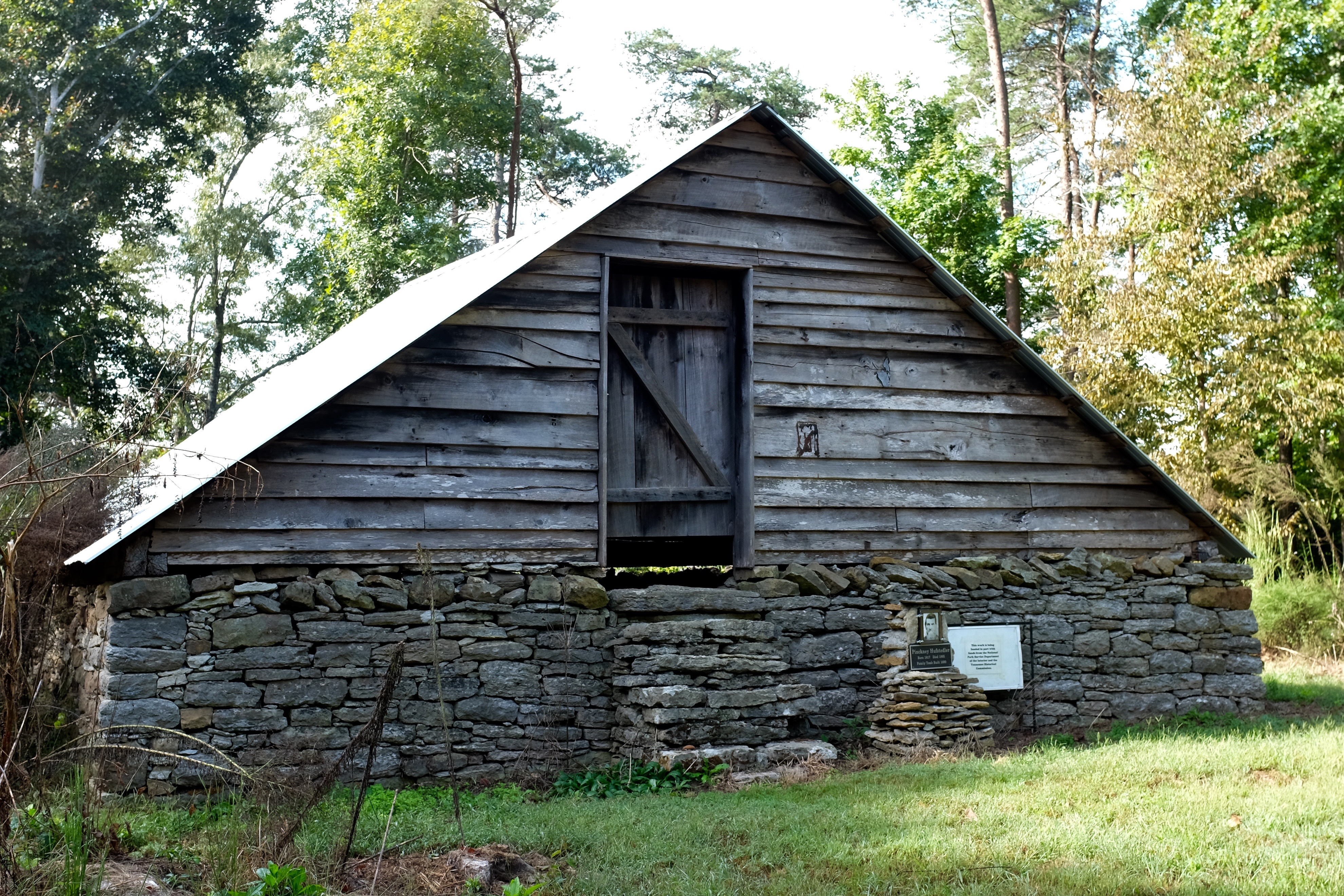
Das Hufstedler Gravehouse ist einer von sieben Einträgen des Countys im NRHP.

Sieben Bauwerke und Stätten des Countys sind im National Register of Historic Places (NRHP) eingetragen (Stand 27. August 2018).

## Demografische Daten

Alterspyramide Perry County

Nach der Volkszählung im Jahr 2000 lebten im Perry County 7.631 Menschen in 3.023 Haushalten und 2.164 Familien. Die Bevölkerungsdichte betrug 7 Einwohner pro Quadratkilometer. Ethnisch betrachtet setzte sich die Bevölkerung zusammen aus 96,55 Prozent Weißen, 1,70 Prozent Afroamerikanern, 0,34 Prozent amerikanischen Ureinwohnern, 0,09 Prozent Asiaten, 0,14 Prozent Bewohnern aus dem pazifischen Inselraum und 0,33 Prozent aus anderen ethnischen Gruppen; 0,84 Prozent stammten von zwei oder mehr Ethnien ab. 0,80 Prozent der Bevölkerung waren spanischer oder lateinamerikanischer Abstammung.
Von den 3.023 Haushalten hatten 30,6 Prozent Kinder und Jugendliche unter 18 Jahre, die bei ihnen lebten. 59,3 Prozent waren verheiratete, zusammenlebende Paare, 8,8 Prozent waren allein erziehende Mütter und 28,4 Prozent waren keine Familien. 25,2 Prozent waren Singlehaushalte und in 12,9 Prozent lebten Personen im Alter von 65 Jahren oder darüber. Die Durchschnittshaushaltsgröße betrug 2,48 und die durchschnittliche Haushaltsgröße betrug 2,96 Personen.
24,4 Prozent der Bevölkerung waren unter 18 Jahre alt, 7,5 Prozent zwischen 18 und 24, 25,4 Prozent zwischen 25 und 44, 26,3 Prozent zwischen 45 und 64 und 16,4 Prozent waren älter als 65. Das Durchschnittsalter betrug 40 Jahre. Auf 100 weibliche Personen kamen statistisch 99,0 männliche Personen und auf 100 Frauen im Alter von 18 Jahren und darüber kamen 95,3 Männer.
Das jährliche Durchschnittseinkommen eines Haushalts betrug 28.061 USD, das Durchschnittseinkommen der Familien betrug 34.792 USD. Männer hatten ein Durchschnittseinkommen von 26.626 USD, Frauen 21.053 USD. Das Prokopfeinkommen betrug 16.969 USD. 12,6 Prozent der Familien und 15,4 Prozent der Einwohner lebten unterhalb der Armutsgrenze.